# 分割統治
分割統治（ぶんかつとうち、英語：divide and rule、ラテン語：divide et impera）とは、ある者が統治を行うにあたり、被支配者を分割することで統治を容易にする手法であり、分断統治や分断工作とも呼ばれる。被支配者同士を争わせ、統治者に矛先が向かうのを避けることができる。統治者が被統治者間の人種、言語、階層、宗教、イデオロギー、地理的、経済的利害などに基づく対立、抗争を助長して、後者の連帯性を弱め、自己の支配に有利な条件をつくりだすことを狙いとし、植民地経営などに利用された。

## 歴史
古代ローマは、支配下に治めた都市相互の連帯を禁じ、都市毎に応じて処遇に格差をつける分割統治によって、征服した都市からの反乱を抑えることに成功した。
19世紀以降の欧米の植民地経営は、この原理をよく応用した。イギリスはインドで、人種、宗教、地域の差異で分割した集団を互いに反目させることで長期の統治に成功した。ミャンマーの少数民族問題長期化も英国の分割統治がビルマ族を抑圧して少数民族を優遇したことに始まる。ビアフラ戦争もイギリス植民地時代の分割統治による東部のイボ族と北部のハウサ族との部族対立が最大の原因である。ベルギーやドイツは、ルワンダ・ブルンジ（ルワンダ＝ウルンディ）においてフツとツチに格差をもうけ、少数派のツチを中間的な支配層とした。これがルワンダ虐殺の遠因となったともいわれる。
上記の用法とは異なる概念だが元々一つの地域を複数の国家が分割して統治することを分割統治とよぶ場合もある。たとえばソマリランドをイギリス、フランス、イタリア、エチオピアの4か国が地域を分割して統治した例など。分割したのち単に併合した場合は分割統治とは通常呼ばない。
一つの地域である前提が維持されたままで異なった複数の国家が地域ごとに統治する場合に呼ばれることがある。上記の用法と違って明確な定義はない。
植民地支配以外でも、アパルトヘイト施政下の南アフリカ共和国においては、当時の白人政権が、非白人が団結して体制へ立ち向かう事を防ぐべく、同じ先住民・アジア系住民の間でも、人種によって異なるグループに区分して、非白人の間で差別や格差が生じる様に仕向ける方針を採った。内容としては、
- アーリア人種であるインド系住民を、同じアジア系住民でも「カラード」たるケープマレーとは異なる「アジア人」に分類し、事実上の中間支配層として扱う。
- コイコイ人を、先述したケープマレーとは、双方の間で通婚がある程度進んでいた事のほか、白人であるアフリカーナーと同様にアフリカーンス語を第一言語としている、人口規模が黒人に及んでいない事などを理由に、同じ先住民の黒人より格上の「カラード」に分類する。

というものだった。